# Imam Hasan al-Askaris moské
Imam Hasan al-Askaris moské (persiska: مسجد امام حسن عسکری) är en moské i den iranska staden Qom. Det är den äldsta moskén i Qom-provinsen och dateras till 800-talet. Den äldre konstruktionen har renoverats. Enligt vissa traditioner byggdes moskén byggdes på den elfte shiaimamen Hasan al-Askaris befallning och med hjälp av hans ombud Ahmad ibn Eshaq Qomi. Moskén ligger i närheten av Fatima Masumahs helgedom.

## Galleri

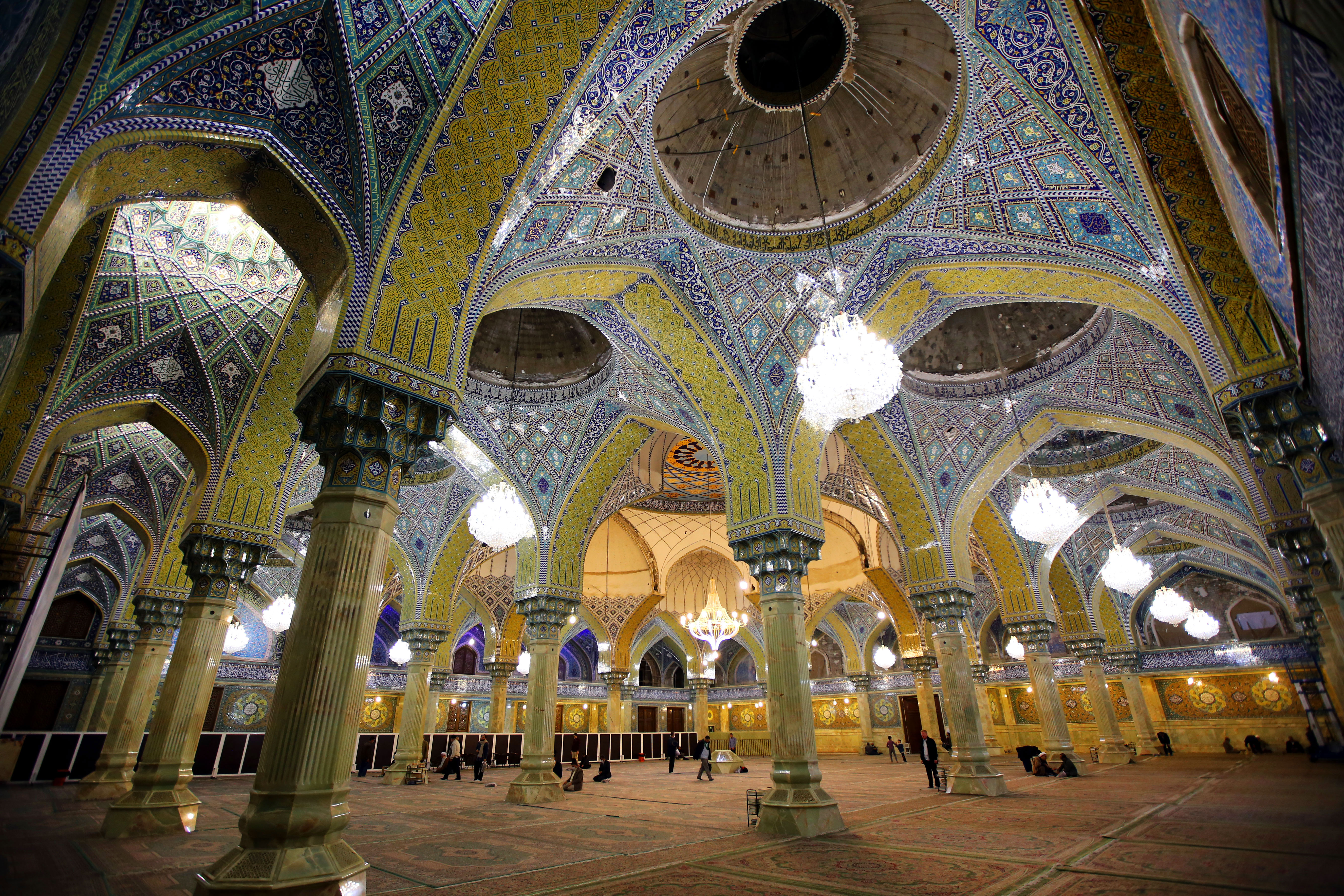
På insidan.
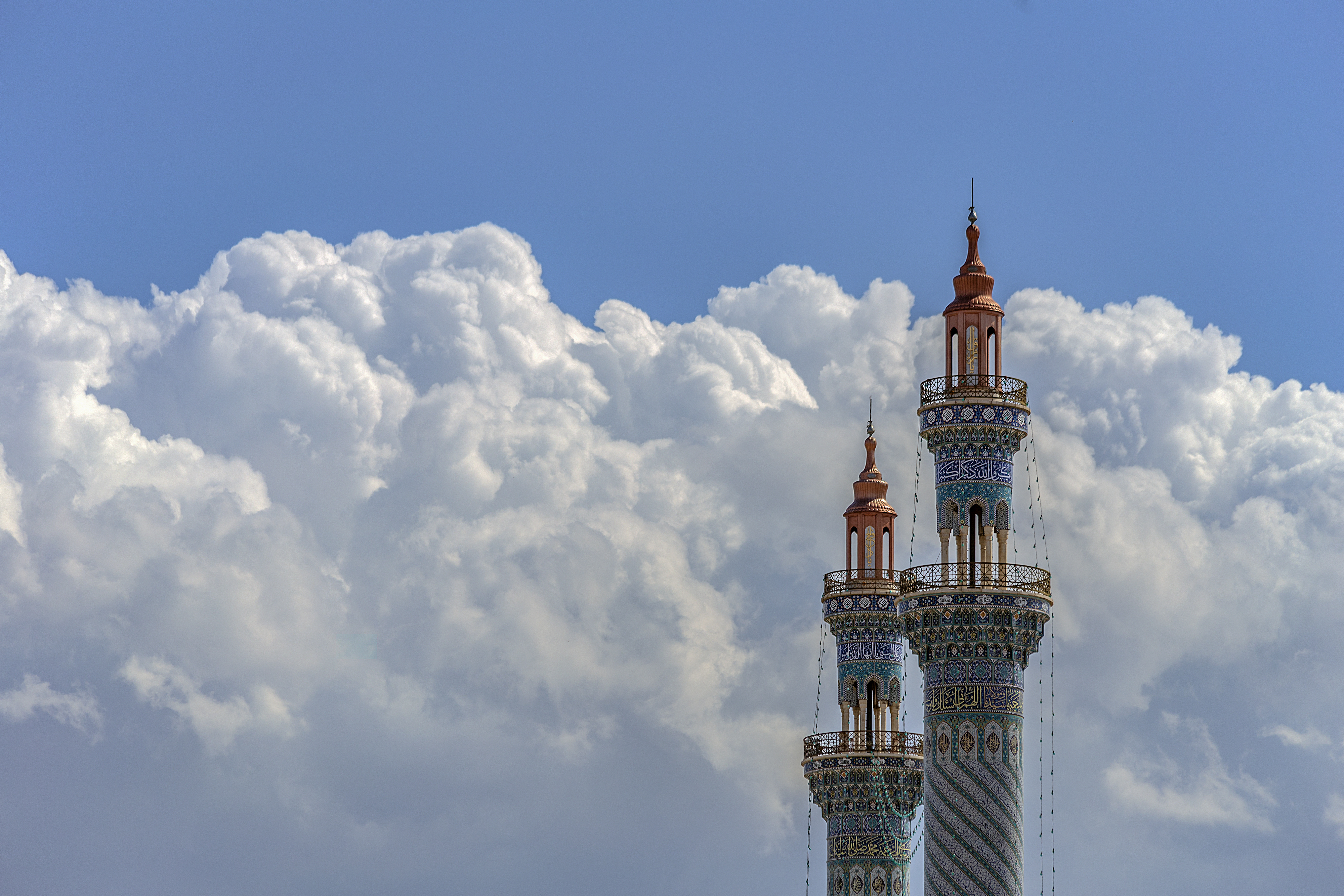
Minareterna.
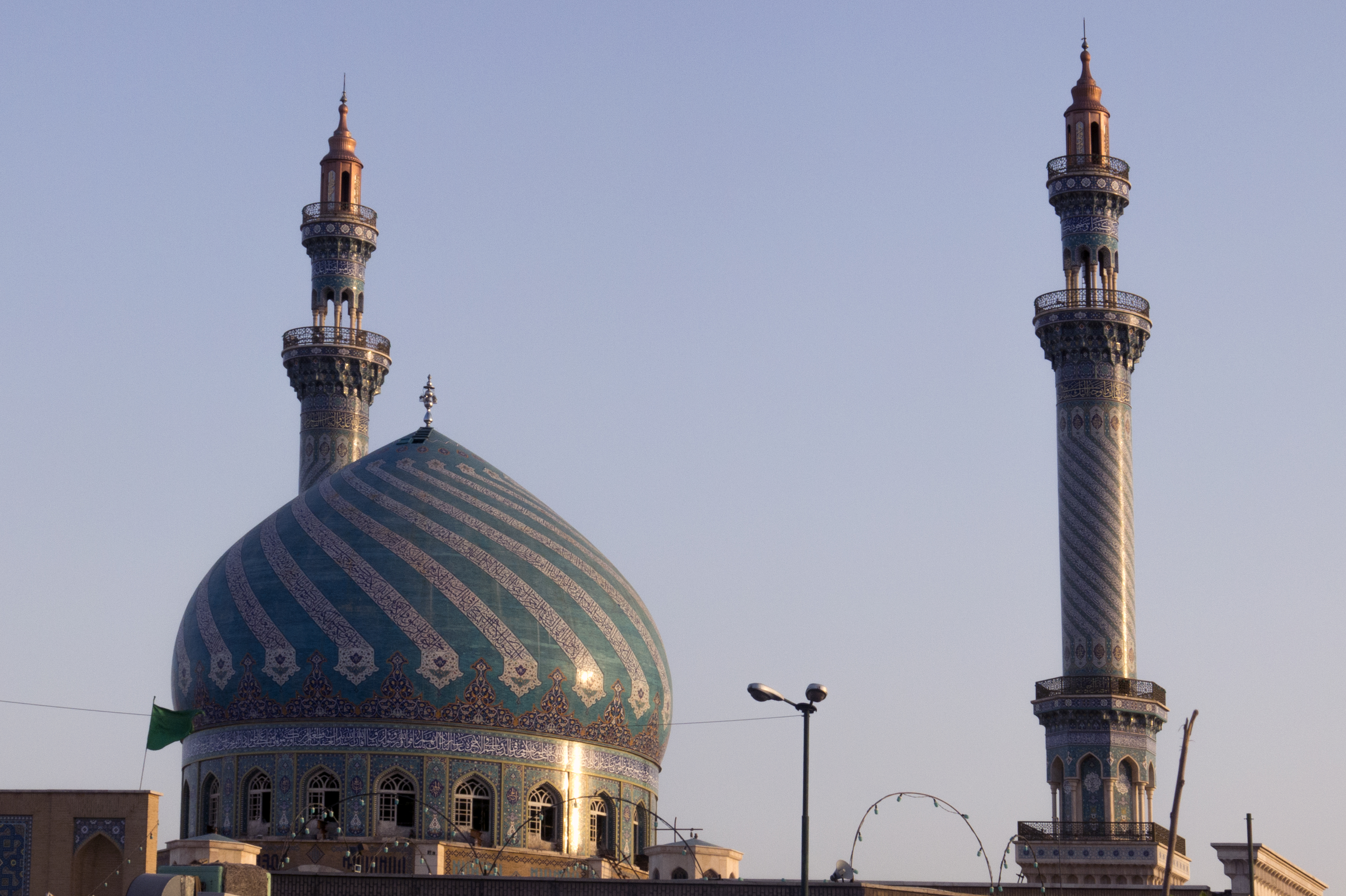
Kupolen på nära håll.
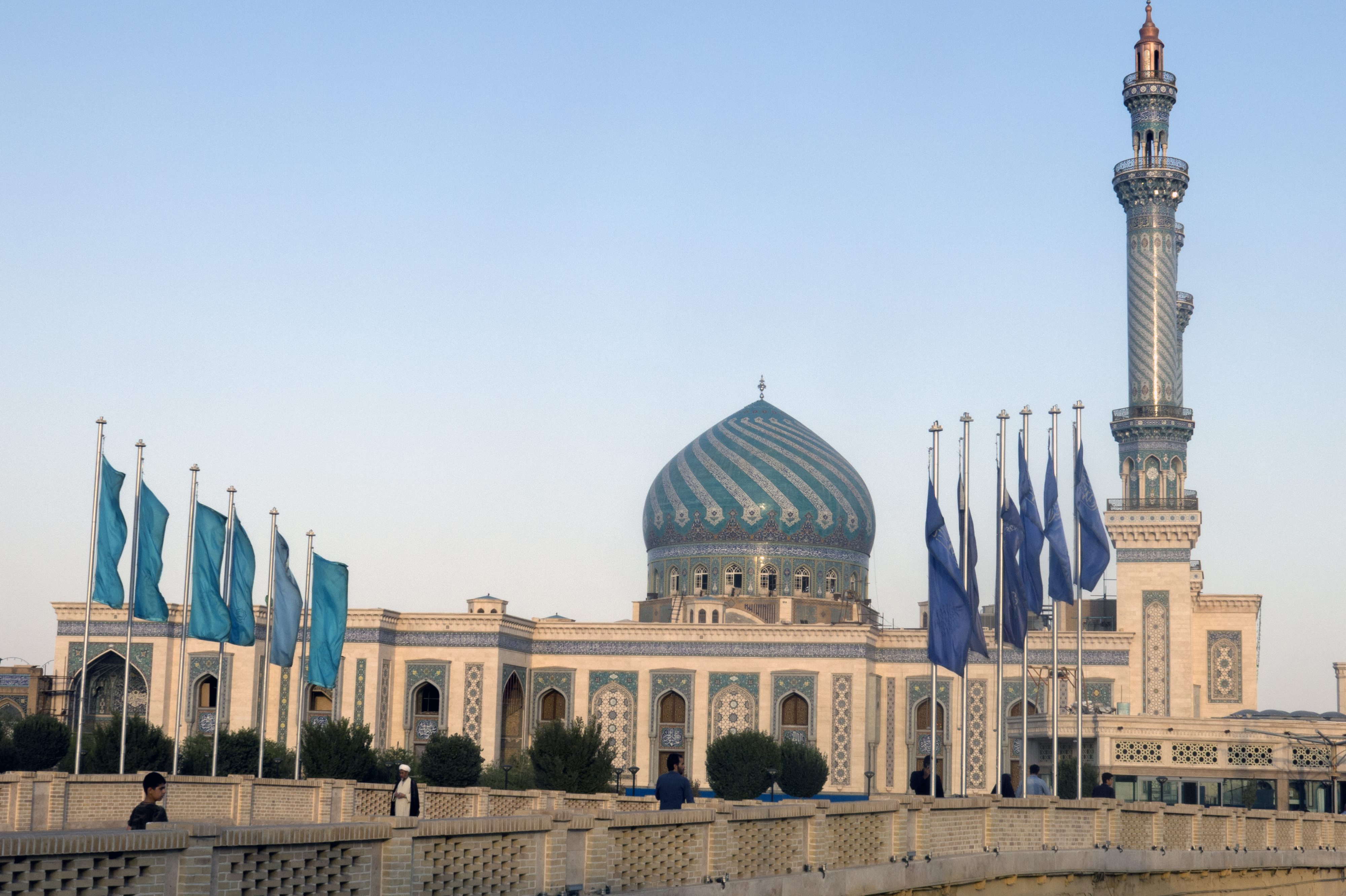
Moskén från annan vinkel.